# 熊谷市
熊谷市（日语：／ Kumagaya shi */?）是位於日本埼玉縣北部的城市，人口約20萬人，也是埼玉縣北方的主要城市之一。江戶時期當地屬於中山道的宿場，稱為熊谷宿，作為宿場町而開始繁榮。目前市內有主要幹線的國道17號（中山道）等，上越新幹線、高崎線和秩父鐵道秩父本線也通過境內，是重要的交通要地。熊谷市的農業生產額僅次於深谷市，為埼玉縣第二大額度的城市，商品販賣、製造生產等也都擁有重要的地位，是埼玉縣北部一個重要的經濟據點。

## 概要
熊谷市現為施行時特例市、業務核都市（與深谷市一同指定）、景觀行政團體。江戶時代是中山道宿場熊谷宿所在地。現在市內有國道17號等四條國道、九條主要地方道、三條鐵道（JR上越新幹線、JR高崎線、秩父鐵道秩父本線）通過，交通相當便利。當地人口名列縣內第九，農業生產額高居縣內第二，商品銷售額縣內第3位，製造品產值縣內第4位，是埼玉縣北部的經濟重鎮。
2005年10月1日熊谷市合併大里郡妻沼町、同郡大里町為新「熊谷市」。2007年2月13日再併入大里郡江南町，成為埼玉縣北部第一座20萬人都市，2009年4月1日升格為特例市。
1990年代以後，熊谷就以夏季高溫聞名。2007年8月16日與岐阜縣多治見市一同創下日本當時（至2013年8月12日）觀測史上最高溫的40.9℃。由於鄰近首都東京，又是歷史悠久的地名，常因酷暑登上媒體版面。
當地民眾的「熊谷」發音為「くまがや」（重音在粗字「まがや」），其他地方的民眾則多念為「くまがや」（重音在粗字「ま」）。

## 氣候
本市年均溫15.0℃、年雨量1286.3mm、平均風速2.4m/s。年平均日照時間2042.1小時，是一年最多日照的區域之一（1981年至2010年平均值）。
熊谷以夏季高溫著稱。2018年7月23日，當地時間下午2點16分，錄得41.1℃高溫，打破2013年8月12日下午1點42分高知縣四萬十市的41.0℃。2011年6月24日，本市創下6月最高溫39.8℃，打破1991年6月靜岡市的38.3℃紀錄。2000年9月2日，創下全國9月最高溫39.7℃。2010年，熊谷全年出現41天猛暑日，與群馬縣館林市並列全國第一。2012年再與群馬縣館林市以32日並列全國第一。熊谷的高溫是由於東京灣北上的海風因東京都心熱島效應加熱，加上來自秩父山地的焚風在此交會所導致。一般來說，兩股氣流大約在下午兩點於本市上空交會，稱為「熱風的交差點」。
冬季在北風（赤城落山風）影響下，早晨常在冰點以下，1月平均最低溫-0.7℃。但其數值還高於埼玉市的-1.5℃，而在縣內僅低於越谷市的-0.5℃，與東京都心周邊都市差異不大。日間溫度約在10℃左 右，較其他內陸地區溫暖。這是由於季節風終日吹拂，加上輻射冷卻效應不明顯，熊谷氣象台又在市區內導致觀測氣溫較其他氣象台高。另一方面，熊谷也是關東地 方降雪日數較少的地區。無論是來自北關東山區或是來自東京方向的降雪雲團，到達市內的並不多（可見於熊谷與近鄰各市的降雪差異）。近年由於氣候暖化，關東 平原大雪日數逐漸下降，使得此項氣候特徵更為顯著。但2014年2月，熊谷市創下當地最大積雪量62公分，造成建築損壞與農作物損失。
此外，1917年6月29日下午五點左右，當時長井村降下直徑29.6公分、中條村今井地區降下重達3.4公斤的巨大冰雹，創下世界記錄。
| 熊谷市（1981年 - 2010年） | 熊谷市（1981年 - 2010年） | 熊谷市（1981年 - 2010年） | 熊谷市（1981年 - 2010年） | 熊谷市（1981年 - 2010年） | 熊谷市（1981年 - 2010年） | 熊谷市（1981年 - 2010年） | 熊谷市（1981年 - 2010年） | 熊谷市（1981年 - 2010年） | 熊谷市（1981年 - 2010年） | 熊谷市（1981年 - 2010年） | 熊谷市（1981年 - 2010年） | 熊谷市（1981年 - 2010年） | 熊谷市（1981年 - 2010年） |
| 月份                      | 1月                       | 2月                       | 3月                       | 4月                       | 5月                       | 6月                       | 7月                       | 8月                       | 9月                       | 10月                      | 11月                      | 12月                      | 全年                      |
| ------------------------- | ------------------------- | ------------------------- | ------------------------- | ------------------------- | ------------------------- | ------------------------- | ------------------------- | ------------------------- | ------------------------- | ------------------------- | ------------------------- | ------------------------- | ------------------------- |
| 历史最高温 °C（°F）       | 19.2 (66.6)               | 24.5 (76.1)               | 26.9 (80.4)               | 32.7 (90.9)               | 35.2 (95.4)               | 39.8 (103.6)              | 41.1 (106.0)              | 40.9 (105.6)              | 39.7 (103.5)              | 33.0 (91.4)               | 25.7 (78.3)               | 26.3 (79.3)               | 41.1 (106.0)              |
| 平均高温 °C（°F）         | 9.4 (48.9)                | 10.2 (50.4)               | 13.5 (56.3)               | 19.5 (67.1)               | 23.9 (75.0)               | 26.4 (79.5)               | 30.1 (86.2)               | 31.9 (89.4)               | 27.2 (81.0)               | 21.7 (71.1)               | 16.4 (61.5)               | 11.8 (53.2)               | 20.2 (68.4)               |
| 日均气温 °C（°F）         | 4.0 (39.2)                | 4.7 (40.5)                | 7.9 (46.2)                | 13.6 (56.5)               | 18.2 (64.8)               | 21.7 (71.1)               | 25.3 (77.5)               | 26.8 (80.2)               | 22.8 (73.0)               | 17.0 (62.6)               | 11.2 (52.2)               | 6.3 (43.3)                | 15.0 (59.0)               |
| 平均低温 °C（°F）         | −0.7 (30.7)               | 0.0 (32.0)                | 3.1 (37.6)                | 8.4 (47.1)                | 13.4 (56.1)               | 17.8 (64.0)               | 21.7 (71.1)               | 23.0 (73.4)               | 19.3 (66.7)               | 13.0 (55.4)               | 6.7 (44.1)                | 1.6 (34.9)                | 10.6 (51.1)               |
| 历史最低温 °C（°F）       | −7.6 (18.3)               | −7.3 (18.9)               | −4.5 (23.9)               | −0.6 (30.9)               | 4.6 (40.3)                | 10.1 (50.2)               | 14.6 (58.3)               | 16.9 (62.4)               | 9.8 (49.6)                | 3.2 (37.8)                | −1.7 (28.9)               | −5.5 (22.1)               | −7.6 (18.3)               |
| 平均降水量 mm（）         | 32.6 (1.28)               | 34.6 (1.36)               | 70.5 (2.78)               | 92.9 (3.66)               | 111.8 (4.40)              | 145.4 (5.72)              | 161.6 (6.36)              | 192.6 (7.58)              | 208.3 (8.20)              | 146.1 (5.75)              | 59.0 (2.32)               | 31.0 (1.22)               | 1,286.3 (50.64)           |
| 平均降雪量 cm（）         | 9 (3.5)                   | 8 (3.1)                   | 3 (1.2)                   | 0 (0)                     | 0 (0)                     | 0 (0)                     | 0 (0)                     | 0 (0)                     | 0 (0)                     | 0 (0)                     | 0 (0)                     | 1 (0.4)                   | 22 (8.7)                  |
| 平均降水天数（≥ 0.5 mm）  | 3.8                       | 5.0                       | 9.1                       | 9.9                       | 11.1                      | 13.5                      | 13.9                      | 10.8                      | 13.2                      | 10.1                      | 6.3                       | 3.6                       | 110.3                     |
| 平均降雪天数（≥ 0 cm）    | 2.5                       | 2.8                       | 1.2                       | 0.2                       | 0.0                       | 0.0                       | 0.0                       | 0.0                       | 0.0                       | 0.0                       | 0.0                       | 0.5                       | 7.2                       |
| 平均相對濕度（％）        | 54                        | 54                        | 57                        | 61                        | 66                        | 73                        | 76                        | 75                        | 76                        | 70                        | 65                        | 59                        | 66                        |
| 月均日照時數              | 210.6                     | 192.2                     | 196.0                     | 190.2                     | 182.0                     | 125.5                     | 136.9                     | 166.5                     | 120.8                     | 148.2                     | 169.9                     | 203.2                     | 2,042.1                   |
| 来源1：氣象廳             |                           |                           |                           |                           |                           |                           |                           |                           |                           |                           |                           |                           |                           |
| 来源2：每年數值           |                           |                           |                           |                           |                           |                           |                           |                           |                           |                           |                           |                           |                           |

## 地理

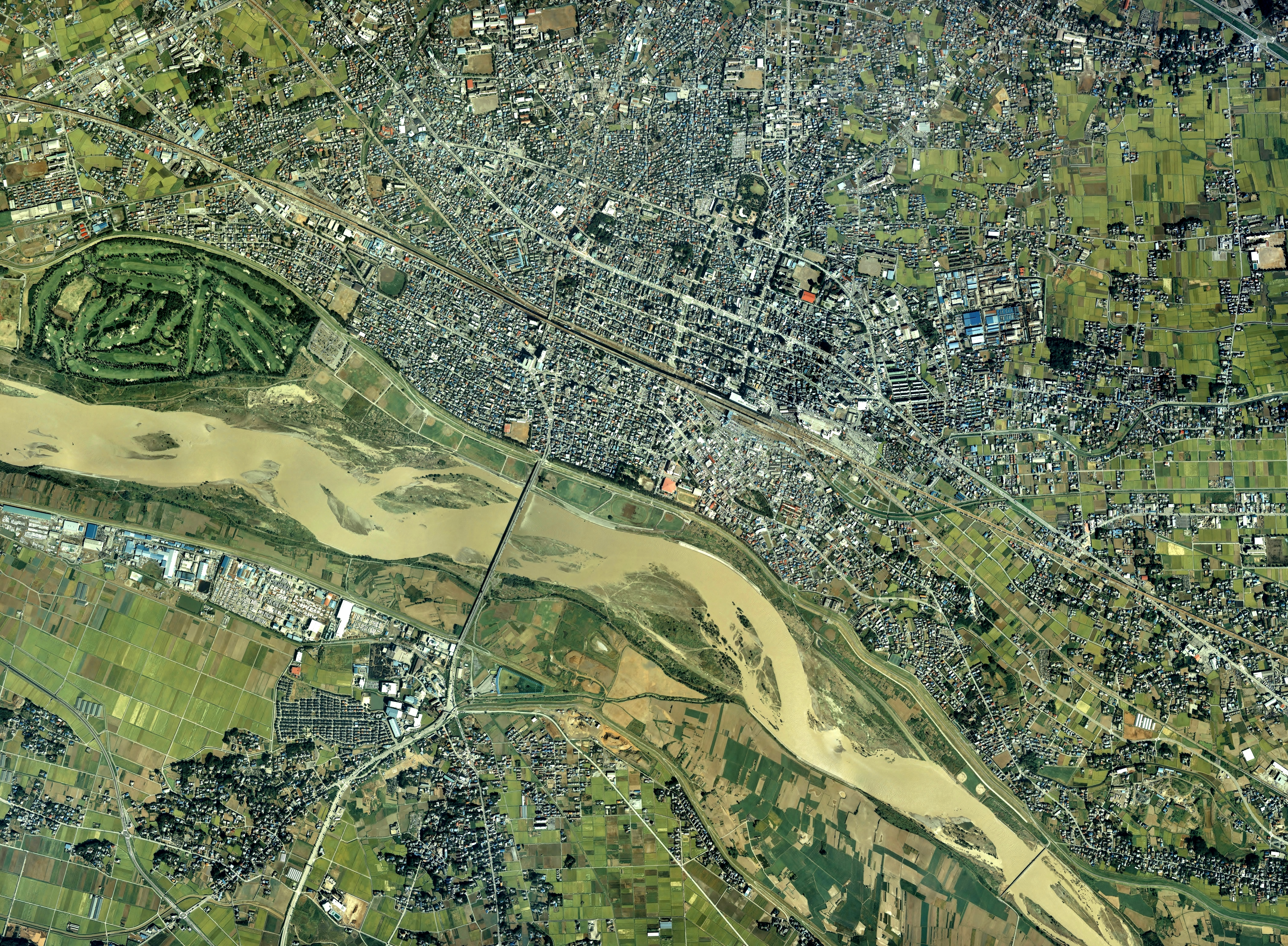
熊谷市中心周邊空拍圖。

熊谷地處埼玉縣北部、荒川扇狀地東端，在埼玉市北北西方約45公里、東京都心西北方約60公里。市域約三分之二在利根川與荒川之間，約三分之一在荒川南側，少部分在利根川北側。其中中心商業區在荒川左岸。大部分土地是荒川與利根川形成的沖積平原，富含地下水。
荒川以南有部分地區屬比企丘陵。市內最高點是櫛引台地的三尻觀音山，標高83.3公尺。由於本市平地的西北、西南方向是山地丘陵，東南方向是大宮台地，常被誤認為盆地，其實是「妻沼低地」的一部分。
利根川左岸（群馬縣側）的「妻沼小島」地區沒有橋梁連結熊谷，與群馬縣太田市的連結性較強，因此地方居民曾提出編入太田市，但遭到舊妻沼町議會否決。市內久下附近的元荒川是瀕危物種武藏多刺魚（たムサシトミヨ）世界唯一的棲息地。武藏多刺魚已被列為埼玉縣天然紀念物，棲息地也入選平成名水百選。

## 地名由來
地名由來眾說紛紜，推測是定於平安時代後期。
- 熊谷直貞（當時的平直貞。熊谷直實之父）消滅此地的熊而得名。
  - 但直貞自稱熊谷氏已是在熊谷地名出現以後。

- 因高城明神鎮座而稱為神谷（くまけや）。
- 荒川在此地蜿蜒，因而稱為曲谷（くまがい）。

## 歷史
古代屬武藏國大里郡郡家鄉（久下、佐谷田附近）、楊井鄉（御正、吉岡、大麻生附近）。中世時，熊谷氏、久下氏與奈良氏等武士團興起。江戶時代，此地是忍藩領與幕府領、旗本領，也是中山道宿場熊谷宿所在地。明治時代，熊谷是熊谷縣縣廳，為地方中心都市。

### 沿革
- 1883年7月28日 - 日本鐵道上野站 - 熊谷站間通車，設熊谷站。隔年延伸至高崎。
- 1889年4月1日 - 町村制施行，大里郡熊谷町與石原村合併為熊谷町。
- 1933年4月1日 - 市制施行，為熊谷市（縣內次於川越市，與川口市同日升格）。
- 1969年 - 新荒川大橋（日语：荒川大橋）通車。
- 1982年11月15日 - 上越新幹線熊谷站開業。
- 2009年4月1日 - 升格特例市。
- 2019年 - 2019年世界杯橄欖球賽的12開賽都市之一[13]。

### 行政區域變遷
- 1889年4月1日 - 町村制施行。大里郡熊谷町與石原村合併為熊谷町。
- 1923年10月1日 - 大里郡肥塚村（日语：肥塚村）併入熊谷町。
- 1927年4月1日 - 北埼玉郡成田村（日语：成田村）併入熊谷町。
- 1932年4月1日 - 大里郡大幡村（日语：大幡村 (埼玉県)）併入熊谷町。
- 1933年4月1日 - 市制施行，為熊谷市（縣內次於川越市）。
- 1941年
  - 1月1日 - 大里郡佐谷田村（日语：佐谷田村）併入熊谷町。
  - 4月10日 - 大里郡大麻生村（日语：大麻生村）、玉井村（日语：玉井村 (埼玉県)）、久下村（日语：久下村 (埼玉県)）（大字久下字荊原除外）併入熊谷町。
- 1954年
  - 4月1日 - 北埼玉郡中條村（日语：中条村 (埼玉県)）併入熊谷町。
  - 11月3日 - 大里郡別府村（日语：別府村 (埼玉県)）、奈良村（日语：奈良村）、三尻村（日语：三尻村）併入熊谷町。
- 1955年
  - 1月1日 - 大里郡吉岡村（日语：吉岡村 (埼玉県)）併入熊谷町。
  - 9月30日 - 北埼玉郡太井村（日语：太井村 (埼玉県)）大字太井併入熊谷町。
  - 10月11日 - 同年7月20日併入行田市的北埼玉郡星宮村（日语：星宮村）池上、下川上が分離併入熊谷町。
- 2005年10月1日 - 熊谷市、大里郡妻沼町（日语：妻沼町）、大里郡大里町（日语：大里町 (埼玉県)）合併為新熊谷市。
- 2007年2月13日 - 大里郡江南町（日语：江南町）併入熊谷町。

## 人口
| 熊谷市人口分布圖 |                                               |  |
| 熊谷市與日本全國年齡別人口分布比較圖 （2005年資料） | 熊谷市的年齡、男女別人口分布圖 （2005年資料） |  |
| ■紫色是熊谷市 ■綠色是全国 | ■藍色是男性 ■紅色是女性                       |  |
| 熊谷市人口變化 \| 1970年 \| 156,955人 \| \| \| 1975年 \| 169,714人 \| \| \| 1980年 \| 178,610人 \| \| \| 1985年 \| 189,020人 \| \| \| 1990年 \| 200,246人 \| \| \| 1995年 \| 205,605人 \| \| \| 2000年 \| 206,446人 \| \| \| 2005年 \| 204,675人 \| \| \| 2010年 \| 203,192人 \| \| \| 2015年 \| 198,639人 \| \| \| 2020年 \| 194,415人 \| \| |                                               |  |
| 資料來源：日本總務省統計中心提供之人口普查數據 |                                               |  |
| 1970年 | 156,955人                                     |  |
| 1975年 | 169,714人                                     |  |
| 1980年 | 178,610人                                     |  |
| 1985年 | 189,020人                                     |  |
| 1990年 | 200,246人                                     |  |
| 1995年 | 205,605人                                     |  |
| 2000年 | 206,446人                                     |  |
| 2005年 | 204,675人                                     |  |
| 2010年 | 203,192人                                     |  |
| 2015年 | 198,639人                                     |  |
| 2020年 | 194,415人                                     |  |

## 行政

### 歷代首長
| 任（舊町） | 姓名       | 就任年月日     | 卸任年月日     |
| ---------- | ---------- | -------------- | -------------- |
| 1          | 岡村新三郎 | 1890年4月18日  | 1893年5月5日   |
| 2          | 志村德行   | 1893年7月8日   | 1893年12月15日 |
| 3          | 根岸常次郎 | 1894年4月25日  | 1896年12月2日  |
| 4          | 柴田忠明   | 1898年7月18日  | 1899年2月23日  |
| 5          | 荒木度三   | 1899年2月24日  | 1921年5月8日   |
| 6          | 齋籐茂八   | 1921年9月6日   | 1929年10月3日  |
| 7          | 新井良作   | 1929年10月30日 | 1933年3月31日  |
| 任（舊市） | 姓名       | 就任年月日     | 卸任年月日     |
| 1 - 2      | 新井良作   | 1933年4月1日   | 1939年5月14日  |
| 3          | 齋籐茂八   | 1939年6月25日  | 1942年4月15日  |
| 4          | 矢島武男   | 1942年4月19日  | 1945年11月30日 |
| 5          | 根岸忠     | 1946年1月15日  | 1947年3月7日   |
| 6 - 8      | 鴨田宗一   | 1947年4月8日   | 1958年4月23日  |
| 9          | 栗原正一   | 1958年5月19日  | 1962年5月18日  |
| 10 - 14    | 黑田海之助 | 1962年5月19日  | 1982年5月18日  |
| 15 - 16    | 增田敏男   | 1982年5月19日  | 1986年6月      |
| 17 - 20    | 小林一夫   | 1986年8月3日   | 2002年8月2日   |
| 21         | 富岡清     | 2002年8月3日   | 2005年9月30日  |
| 任（新市） | 姓名       | 就任年月日     | 卸任年月日     |
| 1 - 2      | 富岡清     | 2005年11月6日  | 現任           |

### 平成大合併

#### 合併與升格特例市
2001年，提出「大里統一」的時任市長小林一夫與深谷市長新井家光開 始討論大里地域的合併。2002年7月設立任意合併研究會。2003年3月，因熊谷與深谷兩市對於新市政府所在地無法取得共識而宣告破裂。之後，熊谷市 成立「熊谷市、大里町、江南町、妻沼町合併協議會」，但2004年3月21日的江南町公投未通過，5月31日合併協議會解散。隔日，「熊谷市、大里町、妻 沼町合併協議會」成立，2005年10月1日熊谷市、大里町、妻沼町合併成立新「熊谷市」。
退出合併的江南町由於財政困難，再次走向合併。在過半數居民連署下，2006年1月30日向熊谷市提出合併協議，同年4月1日成立「熊谷市、江南町合併協議會」，2007年2月13日江南町併入熊谷市，開始進行特例市升格手續。
- 2003年4月1日 - 熊谷市、大里町（日语：大里町 (埼玉県)）、妻沼町（日语：妻沼町）、江南町（日语：江南町）合併協議會成立。
- 2004年
  - 5月31日 - 同年3月21日的江南町合併工程失敗，合併協議會解散。
  - 6月1日 - 熊谷市、大里町、妻沼町合併協議會成立。
  - 11月11日 - 熊谷市、大里町、妻沼町簽署合併協定。
- 2005年
  - 3月25日 - 埼玉縣議會通過熊谷市、大里町與妻沼町合併案。
  - 3月30日 - 埼玉縣知事向總務大臣提出熊谷市、大里町與妻沼町合併案，
  - 4月28日 - 總務大臣公告合併案。確定10月1日合併。
  - 10月1日 - 熊谷市、大里郡妻沼町、大里郡大里町合併為新的熊谷市。
- 2006年
  - 4月1日 - 熊谷市、江南町合併協議會成立。
  - [7月13日 - 熊谷市、江南町合併簽署合併協定。
  - 10月12日 - 埼玉縣議會通過谷市與江南町合併案。
  - 10月18日 - 埼玉縣知事向總務大臣提出熊谷市與江南町合併案。
  - 11月10日 - 總務大臣公告合併案。確定2007年2月13日合併。
- 2007年2月13日 - 大里郡江南町併入熊谷市。
- 2008年10月22日 - 向總務大臣提出特例市升格申請書[14]。
- 2008年11月21日 - 政令公布熊谷市升格特例市[15]。
- 2009年4月1日 - 政令施行，升格特例市。

## 立法

### 市議會
- 席次：30名
- 任期：2015年（平成27年）5月1日～2019年（平成31年）4月30日[16]
- 議長：富岡信吾（熊谷清風會）
- 副議長：小林一貫（熊志會）

| 黨派           | 席次 |
| -------------- | ---- |
| 熊志會         | 10   |
| 熊谷清風會     | 5    |
| 公明黨         | 4    |
| 清新會         | 4    |
| 民主、社民之會 | 3    |
| 市政俱樂部     | 2    |
| 日本共產黨     | 2    |
| 計             | 30   |

### 埼玉縣議會
- 選舉區：北第5區（熊谷市）[17]
- 席次：3名
- 任期：2015年（平成27年）4月30日～2019年（平成31年）4月29日

| 姓名     | 黨派                       |
| -------- | -------------------------- |
| 小林哲也 | 埼玉縣議會自由民主黨議員團 |
| 田並尚明 | 民主黨、無所屬之會         |
| 大嶋和浩 | 無所屬縣民會議             |

## 經濟
- 淨產值：6034億9700萬日圓（2004年度，當時1市3町合計）
縣內第5位，次於埼玉市、川口市、所澤市、川越市。
- 產業別就業者數[18]
  - 第1級產業：4,435人
  - 第2級產業：27,927人
  - 第3級產業：67,359人

### 商業

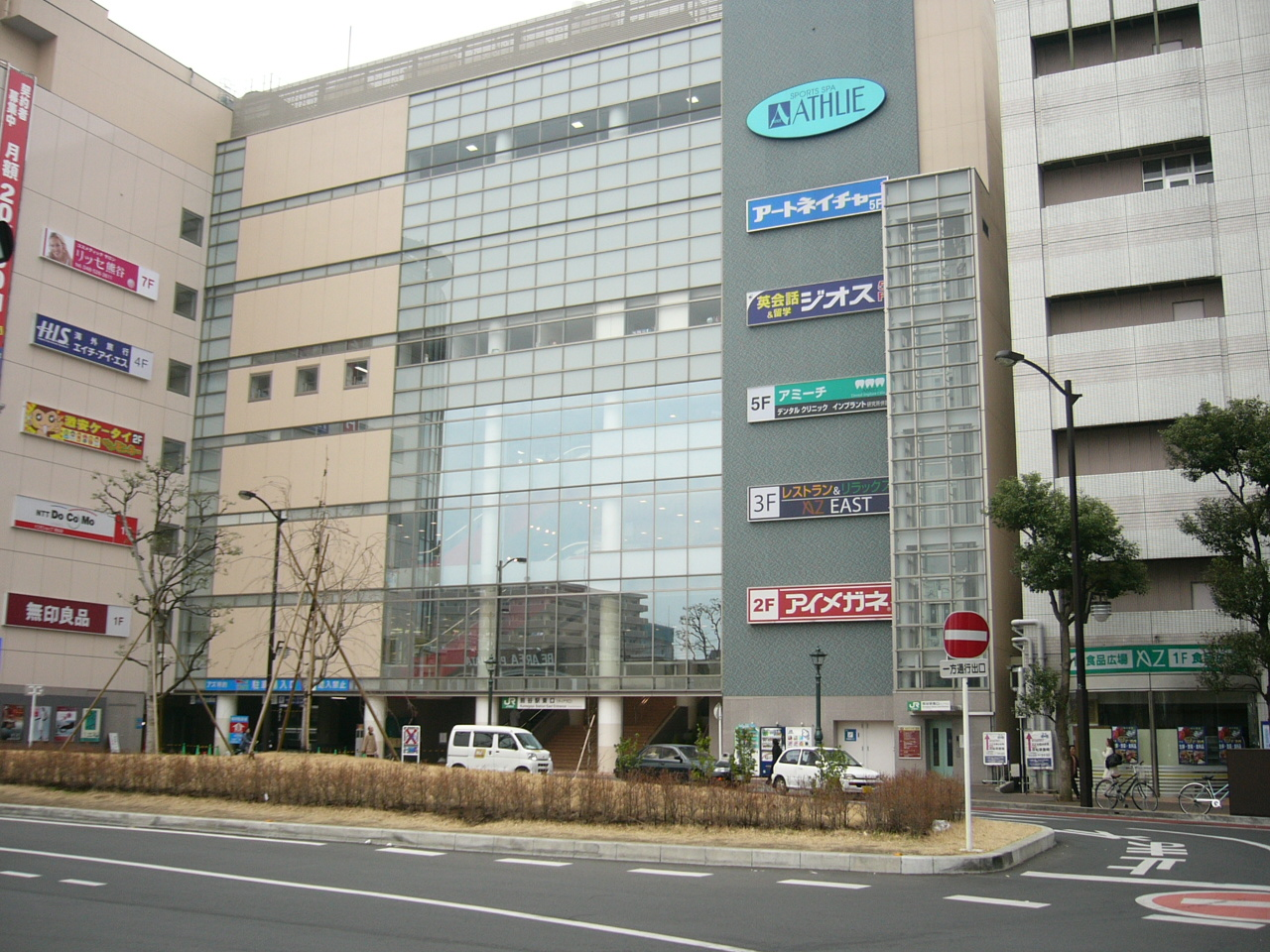
購物商場「tiara21」
（右端白色建物是熊谷車站大樓AZ）

年商品銷售額：8144億4500萬日圓（2004年度、以下同）
- 縣內第3位，次於埼玉市、川越市。

事業所2,545中批發業有672間、零售業1,861間。年商品銷售額8,144億4,500萬日圓中批發業有5953億日圓、零售業有2,191億日圓。

### 工業
製造品產值：7361億6322萬日圓（2004年度）
- 縣內第4位。次於狹山市、川越市、埼玉市。

製造業企業有754間。主要工業區有熊谷工業團地、上之工業團地、御稜威原工業團地、妻沼東部工業團地、妻沼西部工業團地、船木台工業團地等。
主要企業

- 能美防災妻沼工場
- 太平洋水泥熊谷工場
- 理研熊谷事業所
- MSD妻沼工場
- 尼康熊谷製作所
- 富士通熊谷工場
- 日立金屬熊谷工場、熊谷製作所
- 法雷奥熱系統江南工場

- 日本山村硝子埼玉工場
- JFE工程熊谷
- 日清Cisco東京工場、開發研究所
- Zeria新藥工業埼玉工場
- 日東富士製粉關東營業所、埼玉工場、食品開發中心
- 日立高科技儀器（日立ハイテクインスツルメンツ）本社、熊谷工場
- ALBION熊谷工場
- 太東熊谷研究所
- 海爾亞洲R＆D本社

### 農業
農業產值：120億4000萬日圓（2005年，「農林業調查」結果）
- 縣內第2位，次於深谷市。

市域大部分是荒川與利根川等大型河川形成的肥沃沖積平原，耕地約有6,12公頃（38.3%）。現在為促進地產地消，熊谷推出品牌農作物如小型蔬菜「Mini Kuma」（ミニくま）、當地小麥製作的「熊谷烏龍麵」（熊谷うどん）、「妻沼蔥」（妻沼ねぎ）等。農業產值中，妻沼蔥等蔬菜類占44%，米佔23%，麥類10%、生奶等其他類占23%。

### 本社位於本市的企業
- RDC（日语：アール・ディー・シー）（がってん寿司など）
- 熊谷商工信用組合（日语：熊谷商工信用組合）
- 埼玉縣信用金庫（日语：埼玉縣信用金庫）
- 秩父鐵道（太平洋水泥集團）
  - 秩父鐵道觀光巴士（日语：秩父鉄道観光バス）
- 梅林堂（日语：梅林堂 (埼玉県)）
- 馬車道（日语：馬車道 (レストラン)）

- 八木橋百貨店（日语：八木橋百貨店）
- Lead（リード）（街燈、汽車零件等製造）
- 國際十王交通（日语：国際十王交通）（東武鐵道集團）
- 熊谷通運（日语：熊谷通運）
- 武藏觀光（日语：武蔵観光）
- 埼北游泳學校（日语：埼玉スウィンスイミングスクール）
- Cramer Japan（クレーマージャパン）（體育用品製造）

## 姊妹都市
- 因弗卡吉爾市（紐西蘭）- 1993年4月8日締結姊妹都市

## 地域

### 地域分類
- 中央地區
  - 熊谷西
  - 熊谷東
  - 熊谷南
  - 石原
  - 櫻木
- 東部地區
  - 佐谷田
  - 久下
  - 成田
  - 星宮

- 西部地區
  - 籠原
  - 新堀
  - 三尻
  - 別府
  - 玉井
  - 大麻生
- 北部地區
  - 大幡
  - 中條（日语：中条 (熊谷市)）
  - 奈良
- 吉岡地區
  - 吉岡

- 妻沼地區
  - 妻沼
  - 妻沼南
  - 長井
  - 太田
  - 秦
  - 男沼
  - 小島
- 大里地區
  - 市田
  - 吉見
- 江南地區
  - 江南北
  - 江南南

### 教育

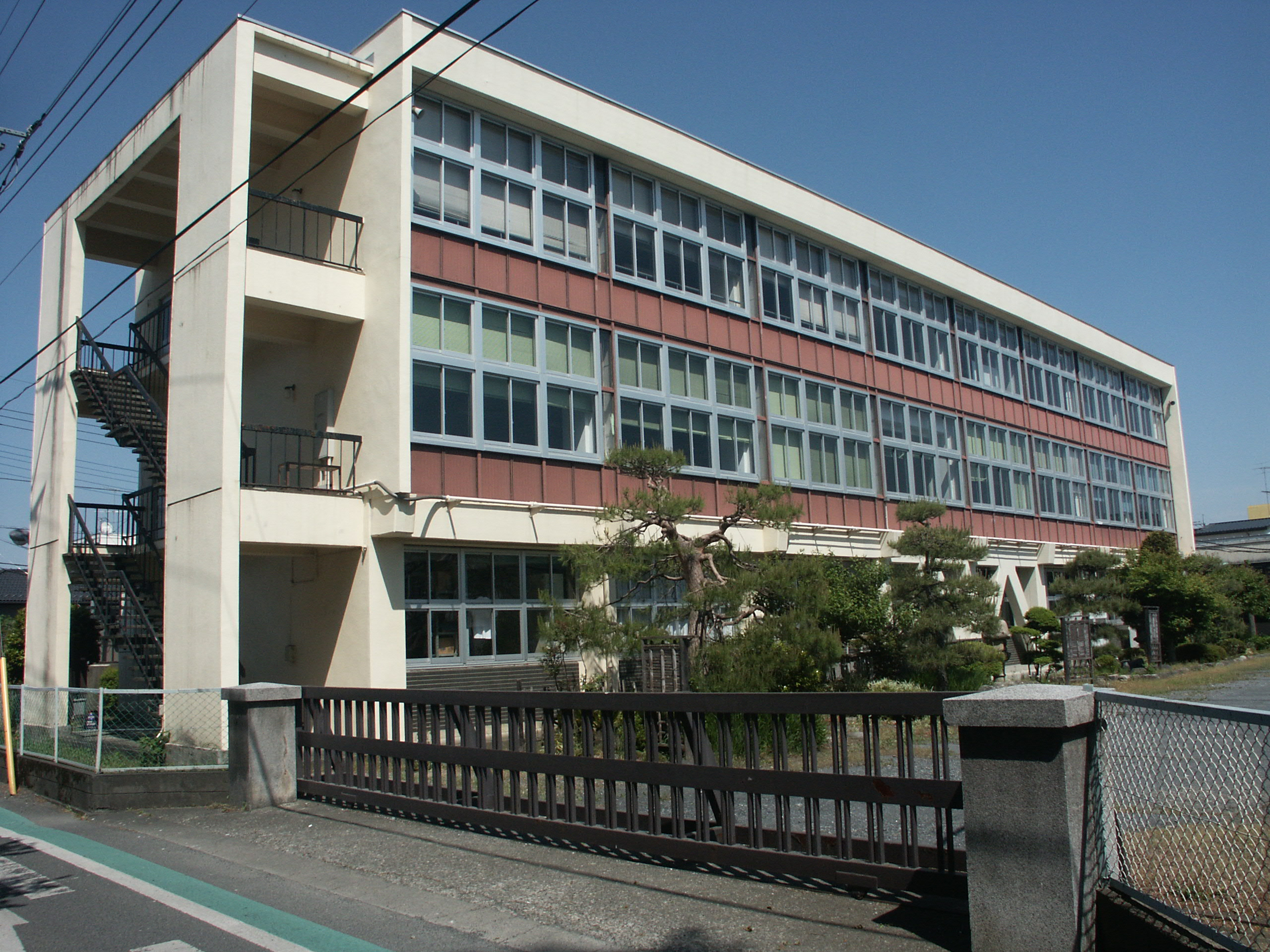
埼玉縣立熊谷高等技術專門校

大學
- 立正大學（熊谷校區）

專修學校
- 埼玉縣立高等看護學院
- 埼玉縣農業大學校
- 學校法人鄉學舍 ARS COMPUTER專門學校
- 社團法人熊谷市醫師會 看護專門學校
- 學校法人 埼玉縣營養專門學校
- 學校法人 埼玉縣調理師專門學校
- 千草服裝專門學校
- 學校法人 熊谷文化服裝專門學校（高等課程）

高等學校
- 埼玉縣立熊谷高等學校
- 埼玉縣立熊谷西高等學校
- 埼玉縣立熊谷女子高等學校
- 埼玉縣立妻沼高等學校
- 埼玉縣立熊谷工業高等學校
- 埼玉縣立熊谷商業高等學校
- 埼玉縣立熊谷農業高等學校

中學校

- 熊谷市立荒川中學校
- 熊谷市立大麻生中學校
- 熊谷市立大里中學校 （页面存档备份，存于）
- 熊谷市立大幡中學校 （页面存档备份，存于）
- 熊谷市立大原中學校 （页面存档备份，存于）
- 熊谷市立熊谷東中學校 （页面存档备份，存于）
- 熊谷市立江南中學校
- 熊谷市立小島中學校（休校中）
- 熊谷市立玉井中學校 （页面存档备份，存于）

- 熊谷市立中條中學校 （页面存档备份，存于）
- 熊谷市立奈良中學校 （页面存档备份，存于）
- 熊谷市立富士見中學校 （页面存档备份，存于）
- 熊谷市立別府中學校 （页面存档备份，存于）
- 熊谷市立三尻中學校
- 熊谷市立妻沼西中學校 （页面存档备份，存于）
- 熊谷市立妻沼東中學校 （页面存档备份，存于）
- 熊谷市立吉岡中學校 （页面存档备份，存于）

小學校

- 熊谷市立石原小學校 （页面存档备份，存于）
- 熊谷市立大麻生小學校 （页面存档备份，存于）
- 熊谷市立太田小學校 （页面存档备份，存于）
- 熊谷市立大幡小學校 （页面存档备份，存于）
- 熊谷市立男沼小學校 （页面存档备份，存于）
- 熊谷市立市田小學校
- 熊谷市立籠原小學校
- 熊谷市立久下小學校 （页面存档备份，存于）
- 熊谷市立熊谷西小學校
- 熊谷市立熊谷東小學校 （页面存档备份，存于）
- 熊谷市立熊谷南小學校 （页面存档备份，存于）
- 熊谷市立江南北小學校 （页面存档备份，存于）
- 熊谷市立江南南小學校 （页面存档备份，存于）
- 熊谷市立櫻木小學校 （页面存档备份，存于）
- 熊谷市立佐谷田小學校 （页面存档备份，存于）

- 熊谷市立玉井小學校 （页面存档备份，存于）
- 熊谷市立中條小學校 （页面存档备份，存于）
- 熊谷市立奈良小學校 （页面存档备份，存于）
- 熊谷市立長井小學校 （页面存档备份，存于）
- 熊谷市立成田小學校 （页面存档备份，存于）
- 熊谷市立新堀小學校 （页面存档备份，存于）
- 熊谷市立秦小學校 （页面存档备份，存于）
- 熊谷市立別府小學校 （页面存档备份，存于）
- 熊谷市立星宮小學校 （页面存档备份，存于）
- 熊谷市立三尻小學校 （页面存档备份，存于）
- 熊谷市立妻沼小學校 （页面存档备份，存于）
- 熊谷市立妻沼南小學校 （页面存档备份，存于）
- 熊谷市立吉岡小學校 （页面存档备份，存于）
- 熊谷市立吉見小學校

特別支援學校
- 埼玉縣立熊谷特別支援學校
- 埼玉縣熊谷盲學校

學校教育以外的設施
- 埼玉縣立熊谷高等技術專門校（職業能力開發校）

埼玉縣公安委員會指定自動車教習所
- 埼玉自動車學校
- 籠原自動車學校

### 體育隊伍
- 武藏熱熊（日语：武蔵ヒートベアーズ）：2013年成立，2014年加入棒球挑戰聯盟。主場為熊谷櫻運動公園棒球場（日语：熊谷さくら運動公園野球場）。

### 大眾媒體
- 朝日新聞社北埼玉支局
- 埼玉新聞社（日语：埼玉新聞社）縣北支社
- 東京新聞（中日新聞社）熊谷通信局
- 毎日新聞社熊谷支局
- 讀賣新聞（讀賣新聞東京本社（日语：読売新聞東京本社））熊谷支局
- J:COM 熊谷（日语：J:COM 熊谷）（J:COM北關東（日语：ジェイコム北関東））

### 主要公共設施

#### 市立或市轄設施
- 熊谷市役所（日语：熊谷市役所）
- 熊谷市妻沼行政中心
- 熊谷市大里行政中心
- 熊谷市江南行政中心
- 熊谷市議會
- 熊谷商工會議所
- 熊谷市立圖書館（日语：熊谷市立図書館）
  - 熊谷市立熊谷圖書館
    - 熊谷市立熊谷圖書館熊谷站前分室

  - 熊谷市立妻沼圖書館
  - 熊谷市立大里圖書館
  - 熊谷市立江南圖書館

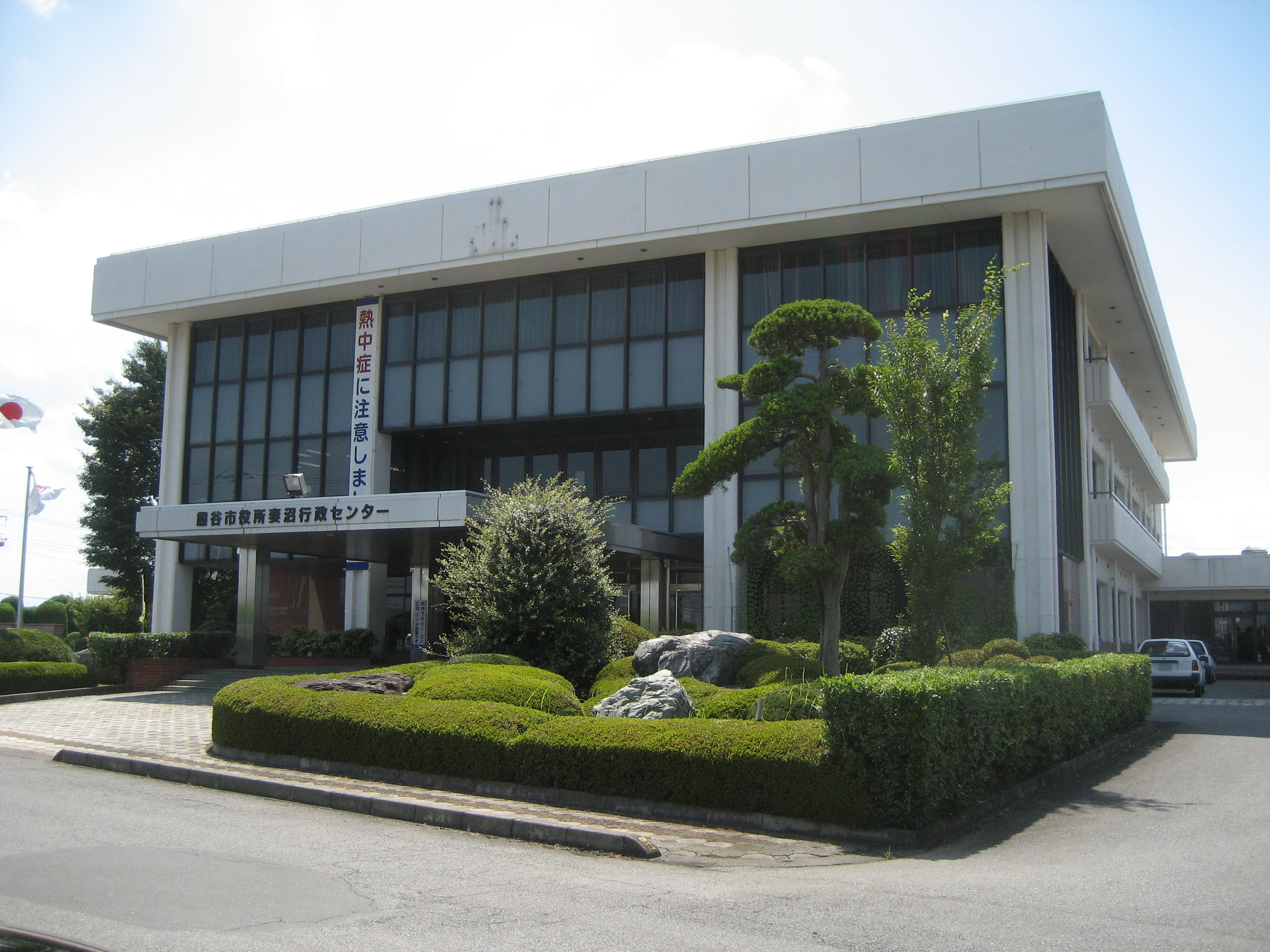
妻沼行政中心

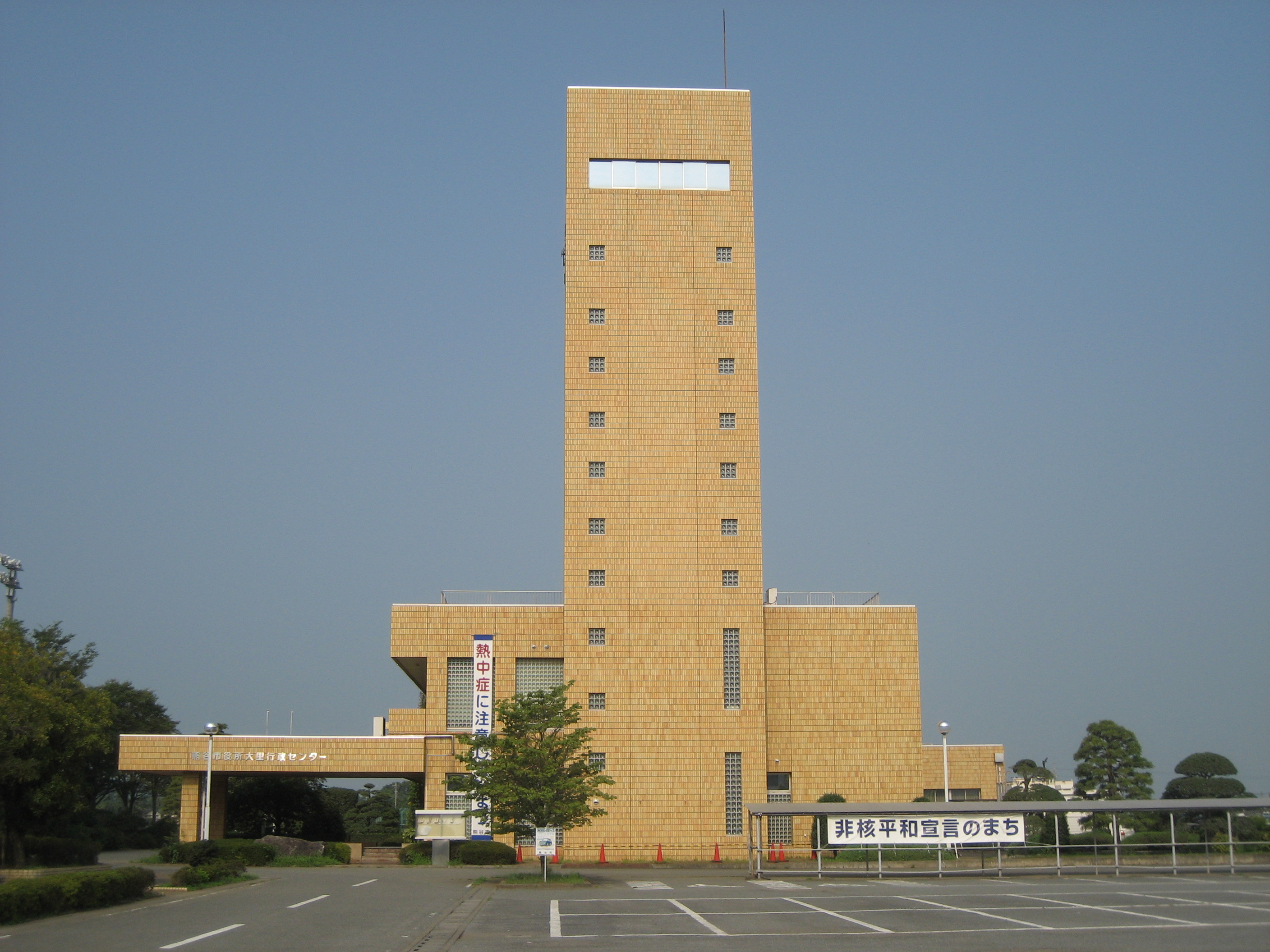
大里行政中心

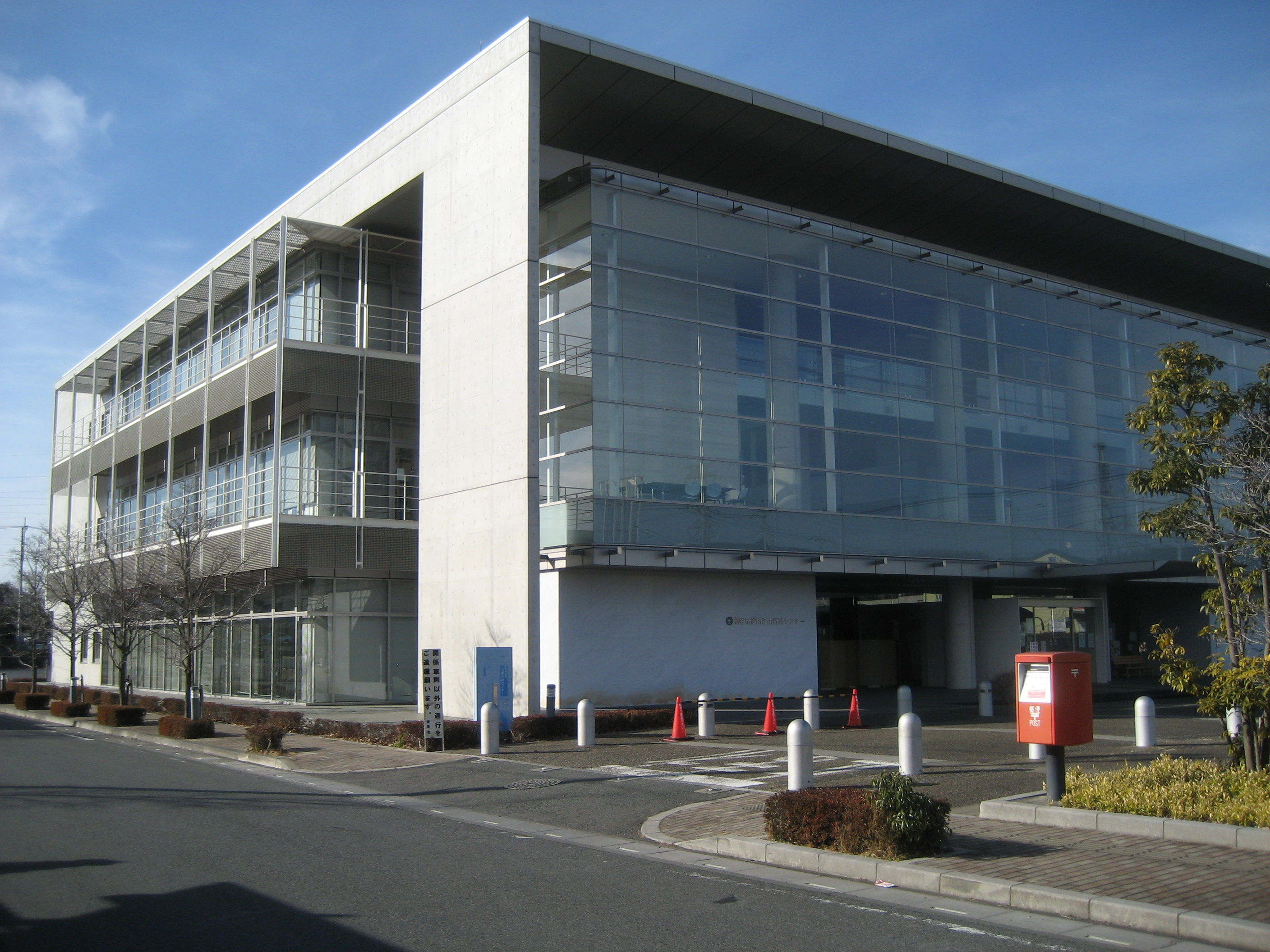
江南行政中心

- 熊谷市立文化中心（熊谷圖書館、天文館、文化會館）
- 熊谷文化創造館 Sakuramate（日语：熊谷文化創造館 さくらめいと）
- 熊谷市民體育館
- 熊谷保健中心（日语：市町村保健センター）
- 妻沼保健中心
- 大里保健中心
- 江南保健中心
- 母子健康中心
- 熊谷市水道廳舍（東部淨水場區內）
  - 東部、西部、北部、吉岡、妻沼第1、妻沼第2、妻沼新第2、上恩田、玉作、冑山、江南淨水場
  - 西部、御稜威原、吉岡、北部、小江川、鹽配水場
- 熊谷市消防本部（日语：熊谷市消防本部）
  - 熊谷消防署
    - 玉井、江南分署

  - 中央消防署
    - 荒川、大里分署

  - 妻沼消防署
- 熊谷運動公園（日语：熊谷運動公園）
- 熊谷市營本町停車場
- 熊谷市營自行車停車場
- 學校給食中心
- MEMORIAL彩雲（市立殯葬設施）
- 熊谷站前防犯中心「安心館」/熊谷市立圖書館熊谷站前分室
- 熊谷市立荻野吟子紀念館
- 星溪園
- 熊谷市武藏多刺魚保護中心（日语：熊谷市ムサシトミヨ保護センター）
- 熊谷市商工會
- 熊谷市體育、文化村「Kumapia」（くまぴあ）

#### 縣立或縣轄
- 埼玉縣熊谷地方廳舍
- 埼玉縣立熊谷圖書館（日语：埼玉県立図書館）
- 埼玉縣立熊谷點字圖書館（日语：点字図書館）
- 埼玉縣熊谷兒童相談所（日语：児童相談所）
- 埼玉縣消費生活支援中心（日语：消費者センター）熊谷
- 埼玉縣農林會館分館
- 埼玉縣警察（日语：埼玉県警察）熊谷警察署（日语：熊谷警察署）
- 埼玉縣熊谷運動文化公園（日语：熊谷スポーツ文化公園）
- 埼玉縣護照中心熊谷支所
- 埼玉縣大里福祉保健總合中心/ 熊谷保健所
- 埼玉縣立動物指導中心
- 埼玉縣立農業教育中心
- 埼玉縣農林總合研究中心畜產研究中心
- 埼玉縣立循環器、呼吸道疾病中心（日语：埼玉県立循環器・呼吸器病センター）
- 埼玉縣熊谷紅十字血液中心（日本赤十字社埼玉縣支部（日语：日本赤十字社埼玉県支部）設施）
- 埼玉縣自動車稅（日语：自動車税）事務所熊谷支所
- 埼玉縣北部地域振興中心
- 埼玉縣綜合復健中心熊谷分室
- 埼玉縣熊谷縣土整備事務所
- 埼玉縣熊谷建築安全中心
- 埼玉縣營繕工事事務所
- 埼玉縣住宅供給公社（日语：埼玉県住宅供給公社）熊谷支所

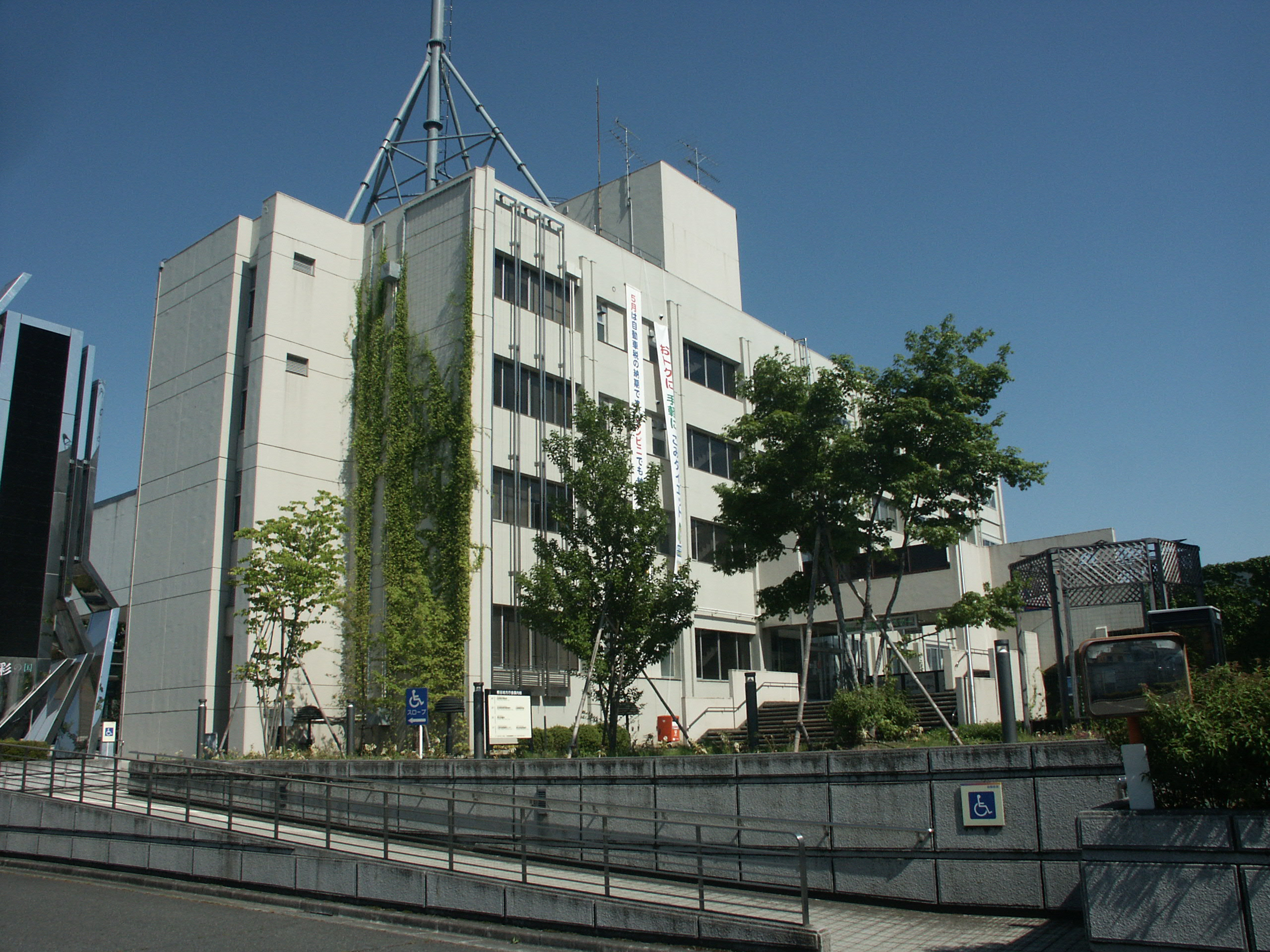
熊谷地方（合同）廳舍
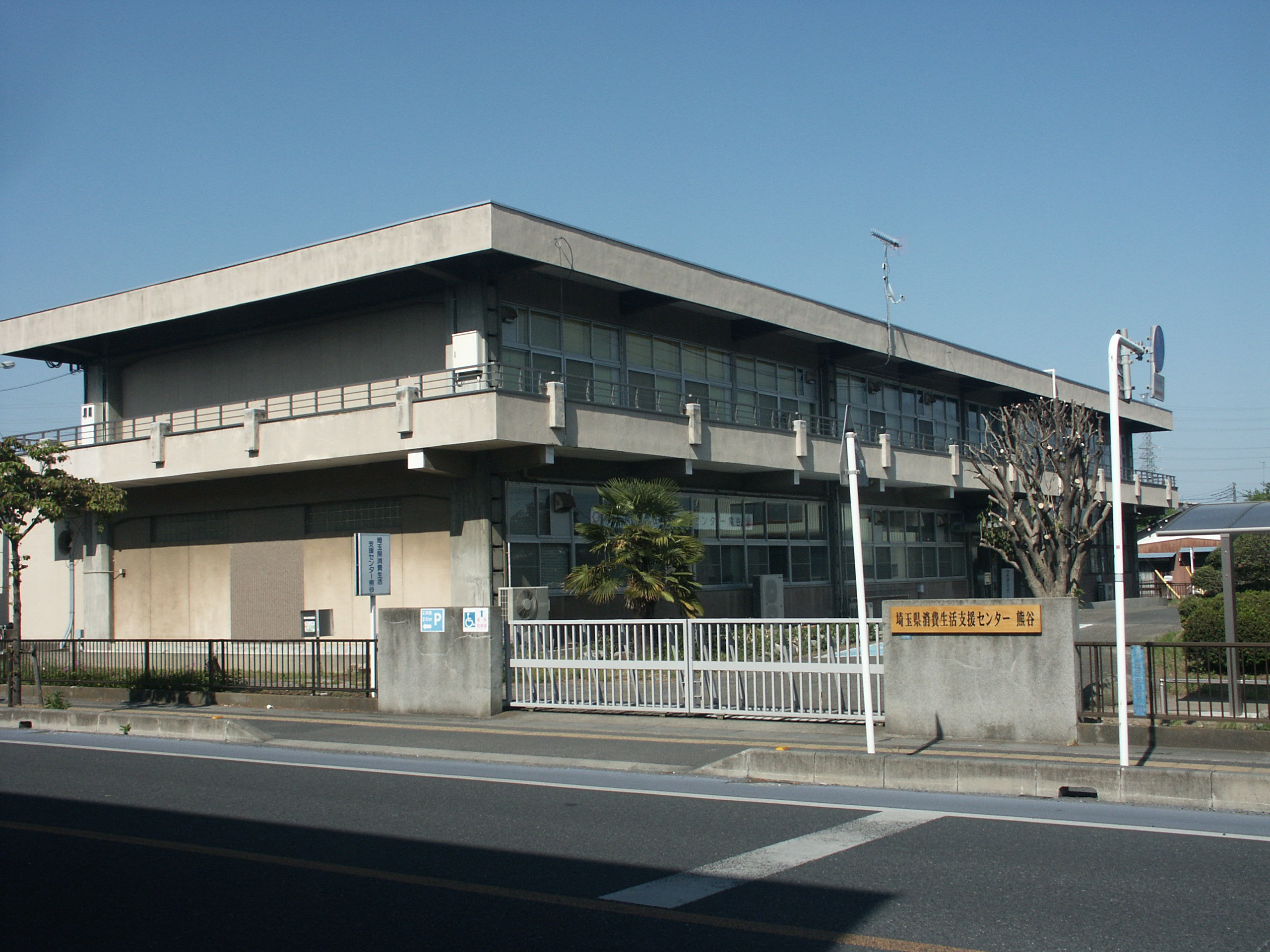
消費生活支援中心熊谷
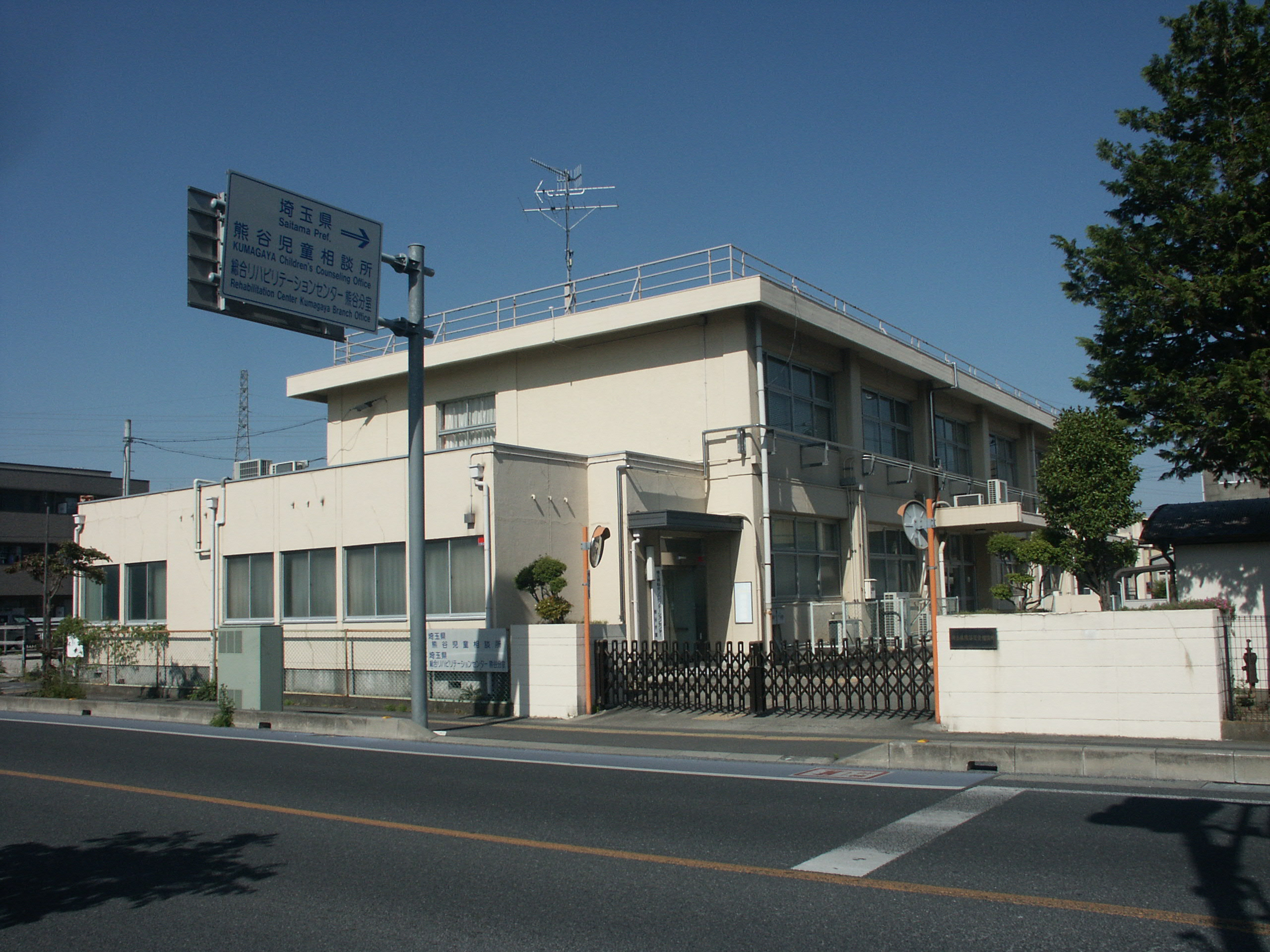
熊谷兒童相談所
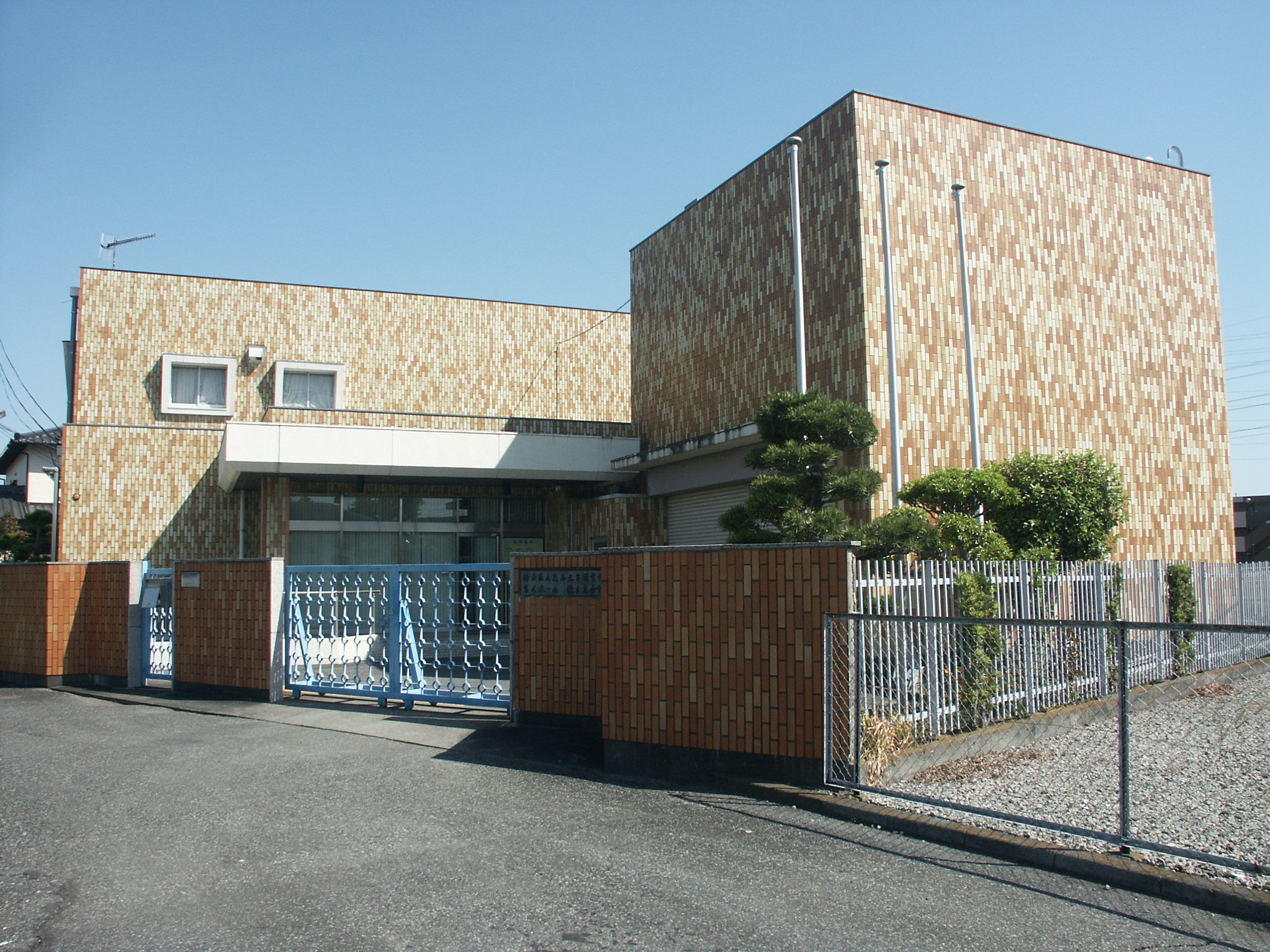
熊谷點字圖書館
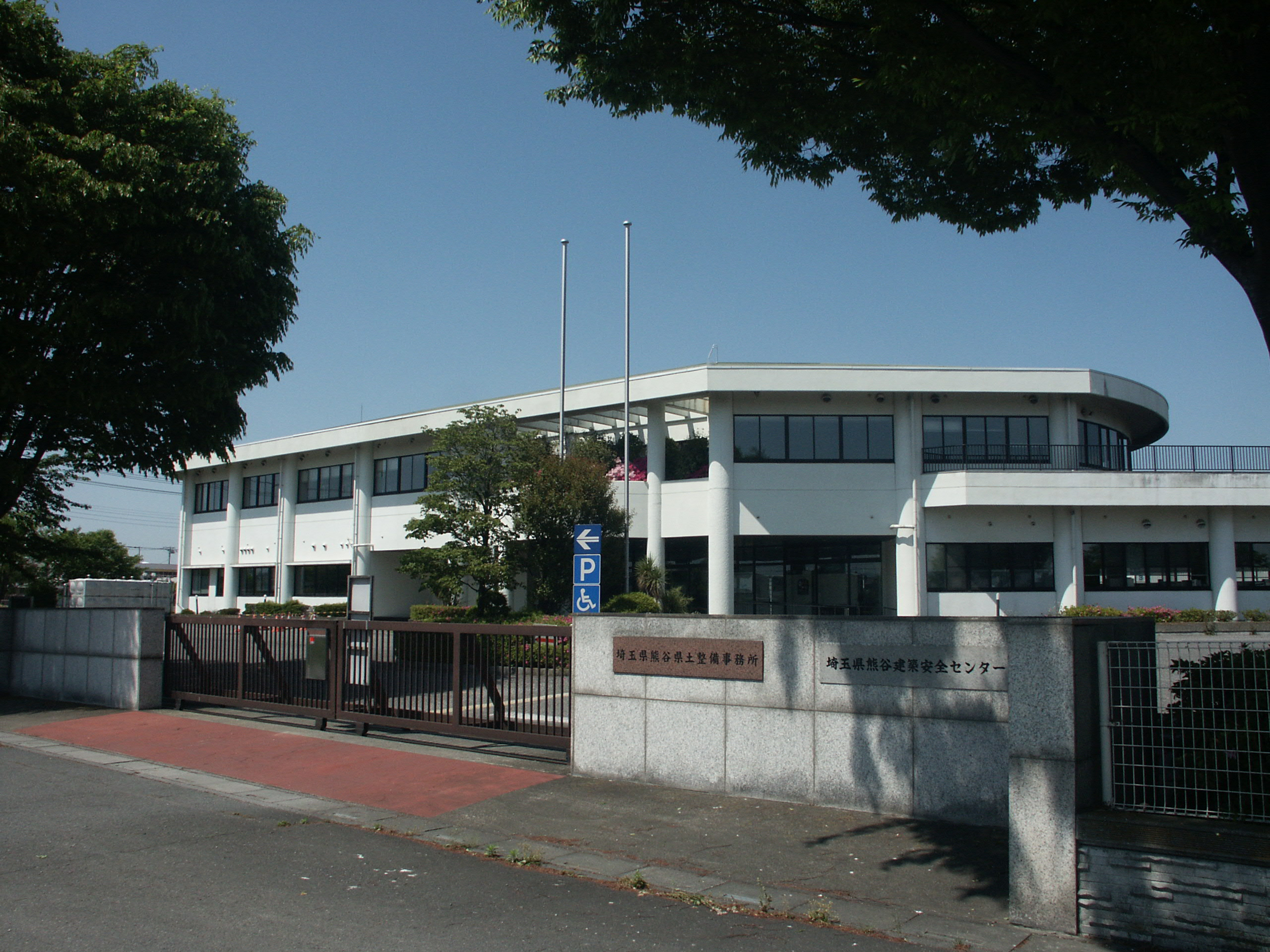
熊谷縣土整備事務所、熊谷建築安全中心

#### 國立或國轄
- 熊谷地方氣象台（東京管區氣象台管轄）

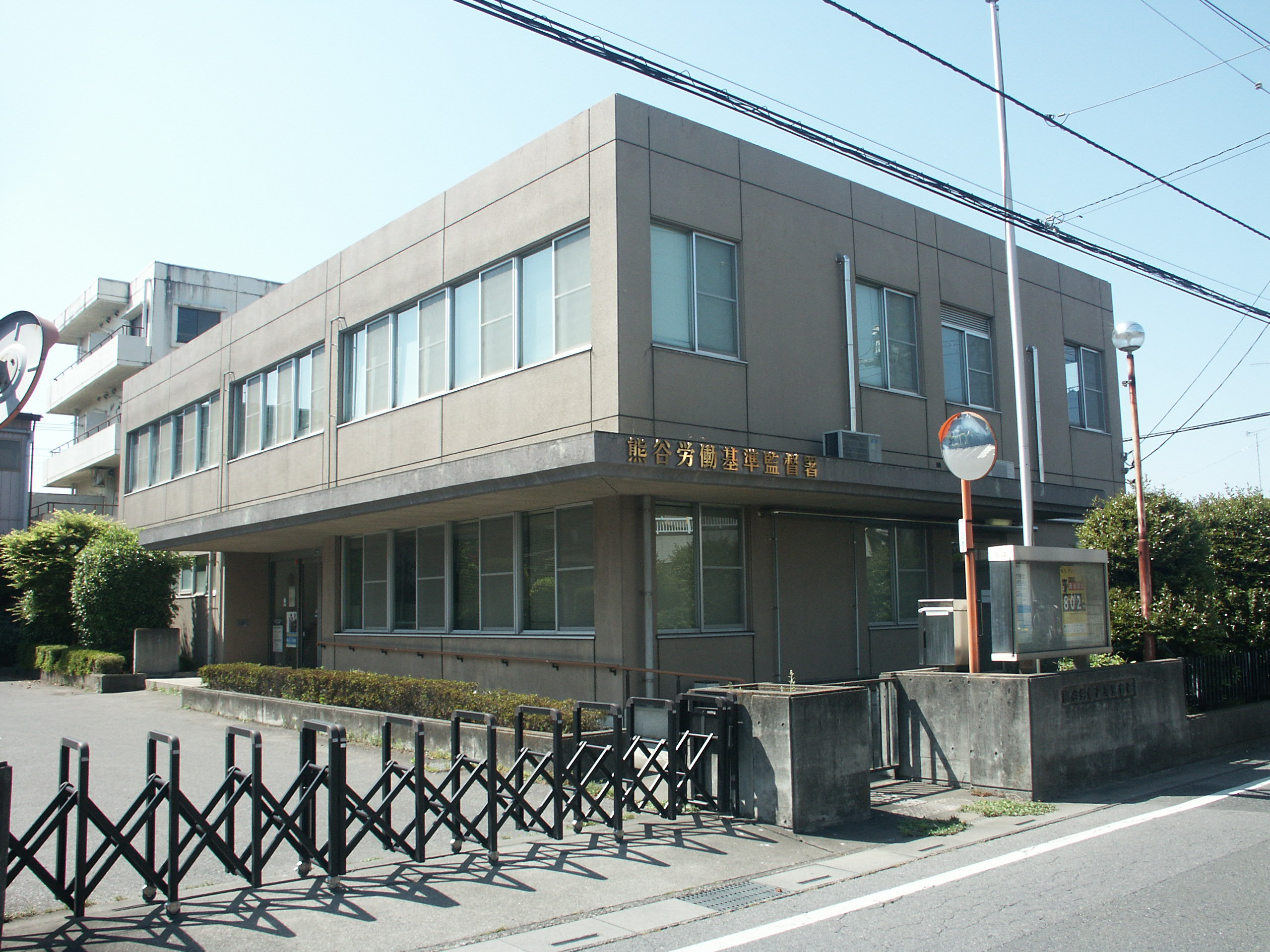
熊谷勞動基準監督署

- 國土交通省關東運輸局埼玉運輸支局熊谷自動車檢査登錄事務所
- 荒川上流河川事務所熊谷出張所
- 大宮國道事務所熊谷國道出張所
- 交通安全環境研究所自動車試驗場
- HelloWork（日语：公共職業安定所）熊谷
- 熊谷勞動基準監督署（日语：労働基準監督署）
- 熊谷簡易裁判所（日语：簡易裁判所）
- 埼玉地方裁判所熊谷支部
- 埼玉家事法院熊谷支部
- 埼玉地方檢察廳（日语：地方検察庁）熊谷支部
  - 熊谷區檢察廳（日语：区検察庁）
- 埼玉地方法務局熊谷支局
  - 熊谷公證役場（日语：公証役場）
- 熊谷檢察審査會（日语：検察審査会）
- 川越少年刑務所（日语：川越少年刑務所）熊谷拘置所
- 關東農政局熊谷支所
- 航空自衛隊熊谷基地（日语：熊谷基地）
- 自衛隊埼玉地方協力本部（日语：自衛隊地方協力本部）熊谷地域事務所
- 熊谷稅務署（日语：税務署）（關東信越國稅局（日语：関東信越国税局）管轄）
- 日本年金機構（日语：日本年金機構）熊谷年金事務所

#### 其他主要公共設施
- JA熊谷（日语：くまがや農業協同組合）
  - 穀倉
  - 第2穀倉
- SOCIO（ソシオ）熊谷（熊谷流通中心）
- 地方批發市場熊谷青果市場
- 地方批發市場妻沼青果市場
- 地方批發市場熊谷花市場
- 大里廣域市町村圈組合
- 大里廣域熊谷衛生中心
- 大里廣域江南衛生中心
- 大里廣域清潔中心

#### 民間公共事業者
- 日本郵政集團
  - 熊谷郵便局（日语：熊谷郵便局）
  - 郵貯銀行熊谷店
- 東京電力埼玉支店熊谷支社
- 東京瓦斯埼玉支店熊谷支社
- 東日本旅客鐵道（JR東日本。高崎支社（日语：東日本旅客鉄道高崎支社））
  - 熊谷保線技術中心
  - 高崎車輛中心籠原派出（日语：高崎車両センター）
  - 籠原運輸區（日语：籠原運輸区）
- 日本貨物鐵道（JR貨物。關東支社）高崎機關區（日语：高崎機関区）熊谷總站派出
- 秩父鐵道廣瀨川原車輛基地（日语：広瀬川原車両基地）（熊谷工場）
- 秩父鐵道觀光巴士（日语：秩父鉄道観光バス）本社營業所
- 國際十王交通（日语：国際十王交通）熊谷營業所（日语：国際十王交通熊谷営業所）

## 交通

### 鐵路

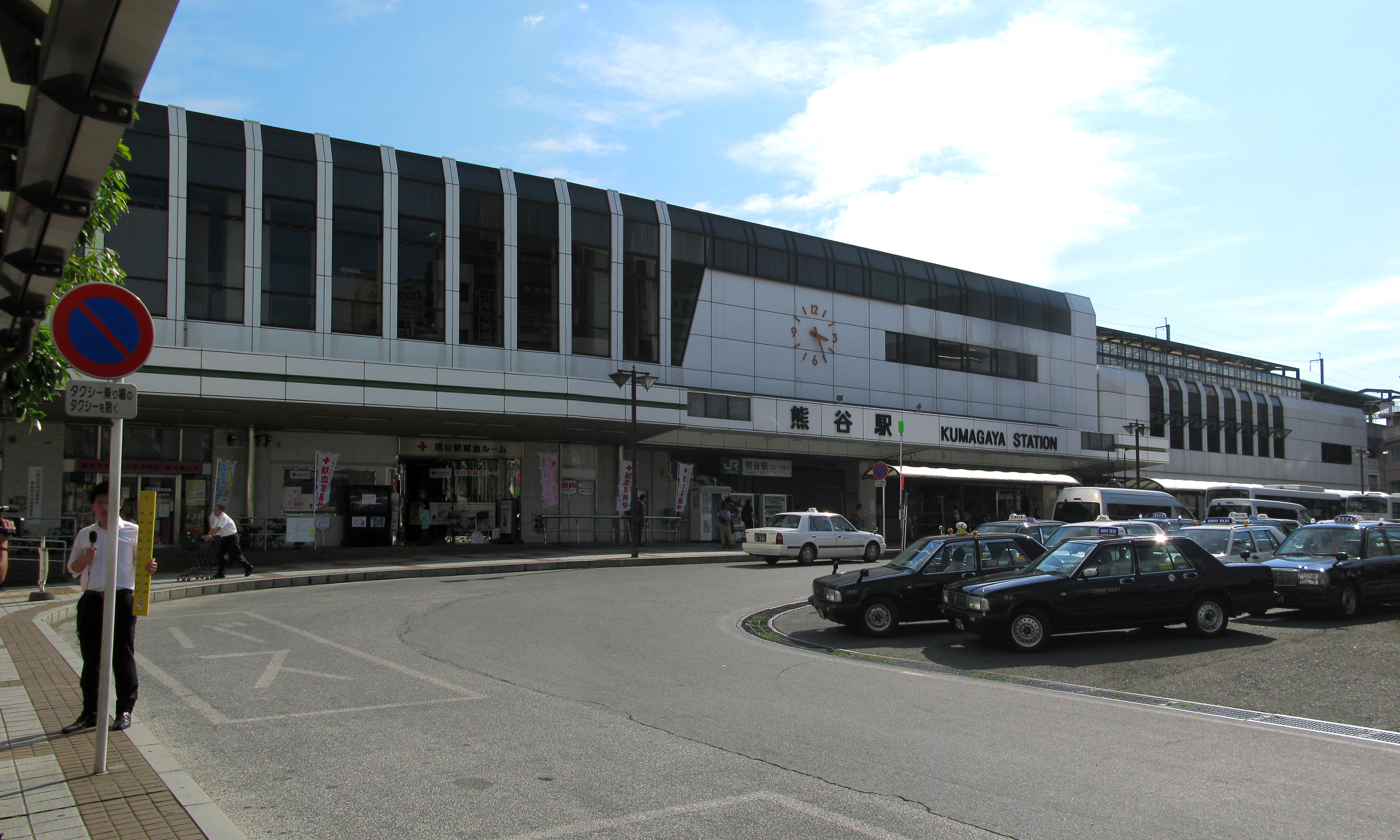
熊谷站北口

東日本旅客鐵道
- 上越新幹線、北陸新幹線（途經長野）：熊谷站
- 高崎線（湘南新宿線·上野東京線）：熊谷站 - 籠原站

日本貨物鐵道（JR貨物）
- 高崎線（第二種鐵道事業者）：熊谷貨物總站（日语：熊谷貨物ターミナル駅）（貨物站）

秩父鐵道
- 秩父本線：SOCIO流通中心站 - 熊谷站 - 上熊谷站 - 石原站 - 廣瀨野鳥之森站 - 大麻生站
- 三尻線（貨物線）：熊谷貨物總站（貨物站）- 三尻站（貨物站）

### 巴士
- 社區巴士
  - 熊谷市（委託北斗交通（日语：北斗交通）、國際十王交通（日语：国際十王交通）、協同觀光巴士（日语：協同観光バス））
    - 熊谷市社區巴士「悠悠巴士（日语：ゆうゆうバス (熊谷市)）」櫻花號、滑翔機號・武藏多刺魚號、向日葵號、螢火蟲號、直實號
- 路線巴士
  - 國際十王交通
  - 朝日自動車（日语：朝日自動車）
  - 矢島計程車（日语：矢島タクシー）
- 高速巴士
  - 國際十王交通、東京空港交通
    - 熊谷站、籠原站往羽田機場高速巴士「熊谷 - 羽田空港線（日语：熊谷 - 羽田空港線）」

  - 近鐵巴是（日语：近鉄バス）
    - 熊谷站、籠原站往京都、大阪方向夜行高速巴士「Wind Liner」（ウィングライナー）

觀光巴士
- 秩父鐵道觀光巴士
- 石田觀光巴士
- 關東自動車江南營業所
- 熊谷觀光巴士
- 全友觀光巴士
- 大樹觀光巴士
- BM（ビーエム）觀光
- 北斗交通
- 武藏觀光
- 武藏野交通熊谷事業所

### 道路
一般國道
- 國道17號
  - 國道17號熊谷繞道
  - 國道17號深谷繞道
  - 國道17號上武道路

- 國道125號
  - 國道125號行田繞道

- 國道140號
  - 國道140號繞道

- 國道407號
  - 國道407號妻沼繞道

主要地方道
- 埼玉縣道11號熊谷小川秩父線
- 埼玉縣道45號本庄妻沼線
- 埼玉縣道47號深谷東松山線
- 埼玉縣道59號羽生妻沼線
- 埼玉縣道75號熊谷兒玉線
- 埼玉縣道66號行田東松山線
- 埼玉縣道81號熊谷寄居線
- 埼玉縣道83號熊谷館林線
- 埼玉縣道91號熊谷停車場線
- 埼玉縣道熊谷西環狀線（暫稱，計畫中）

一般縣道
- 埼玉縣道127號深谷飯塚線
- 埼玉縣道128號熊谷羽生線
- 埼玉縣道130號小江川本田線
- 埼玉縣道139號籠原停車場線
- 埼玉縣道173號都幾川熊谷線（熊谷東松山道路）
- 埼玉縣道178號北河原熊谷線
- 埼玉縣道200號石原停車場線
- 埼玉縣道257號冑山熊谷線
- 埼玉縣道263號弁財深谷線
- 埼玉縣道264號原鄉熊谷線
- 埼玉縣道276號新堀尾島線
- 埼玉縣道301號妻沼小島太田線
- 埼玉縣道303號彌藤吾行田線
- 埼玉縣道307號福田鴻巢線
- 埼玉縣道341号太田熊谷線
- 埼玉縣道345號小八林久保田下青鳥線
- 埼玉縣道357號美土里町新堀線
- 埼玉縣道359號葛和田新堀線
- 埼玉縣道362號上中條齋條線
- 埼玉縣道385號武藏丘陵森林公園廣瀨線（熊谷東松山道路）
- 埼玉縣道416號利根川自行車道線

道之驛
- 道之驛妻沼

## 名勝、古蹟、觀光地、祭典、活動

### 觀光地、設施、祭典
公園
- 國營武藏丘陵森林公園（僅公園北口）
- 熊谷運動文化公園
- 別府沼公園
- 熊谷運動公園
- 妻沼運動公園
- 荒川大麻生公園
- 熊谷荒川綠地
- 妻沼農業公園（めぬまアグリパーク）（道之驛妻沼內，有約300種、1800株的玫瑰）

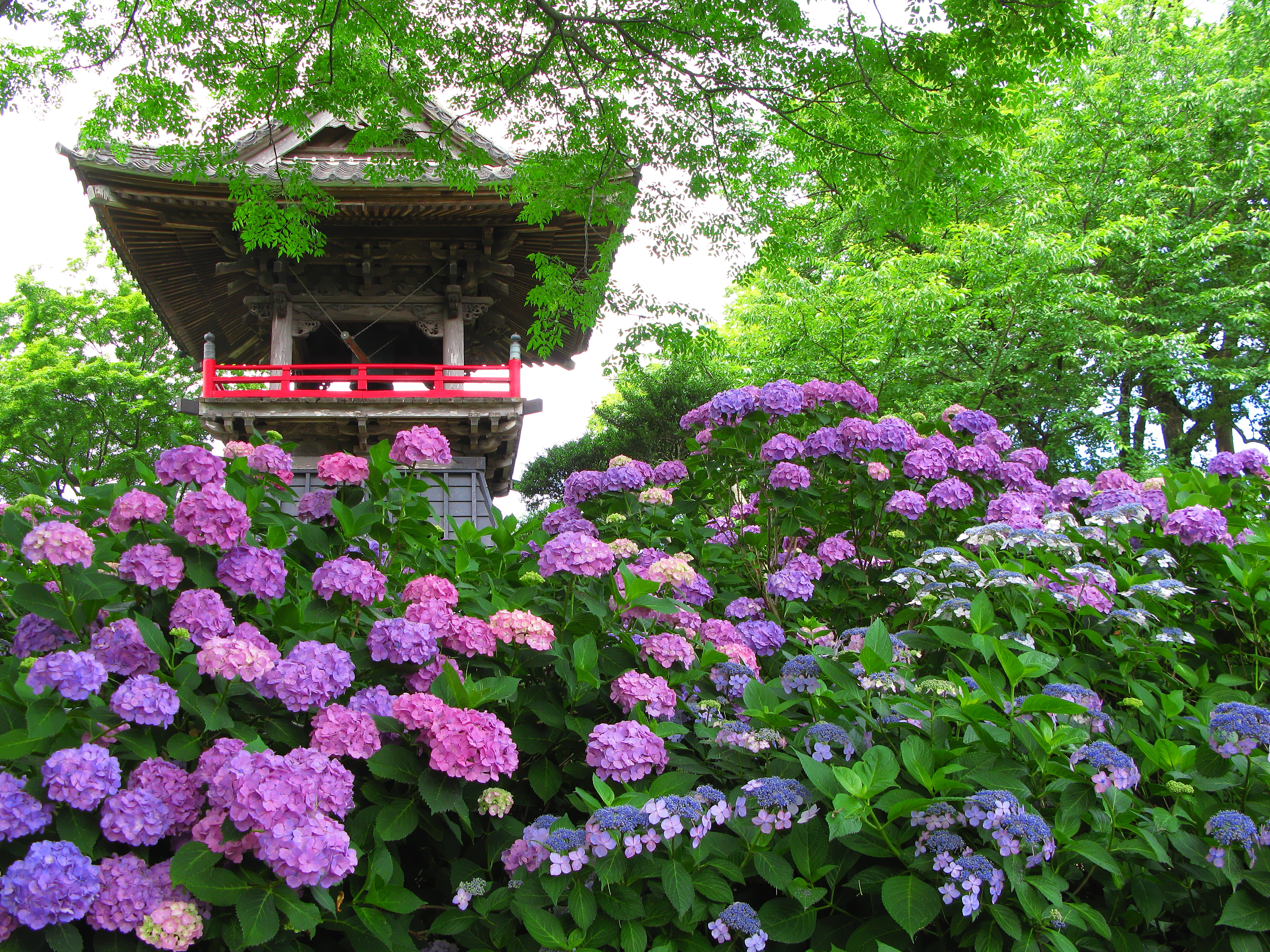
能護寺的鐘樓堂與紫陽花

- 利根川總合運動公園

名勝

- 荒川的熊谷櫻堤（日本櫻名所100選）
- 星溪園
- 熊谷寺（ゆうこくじ）

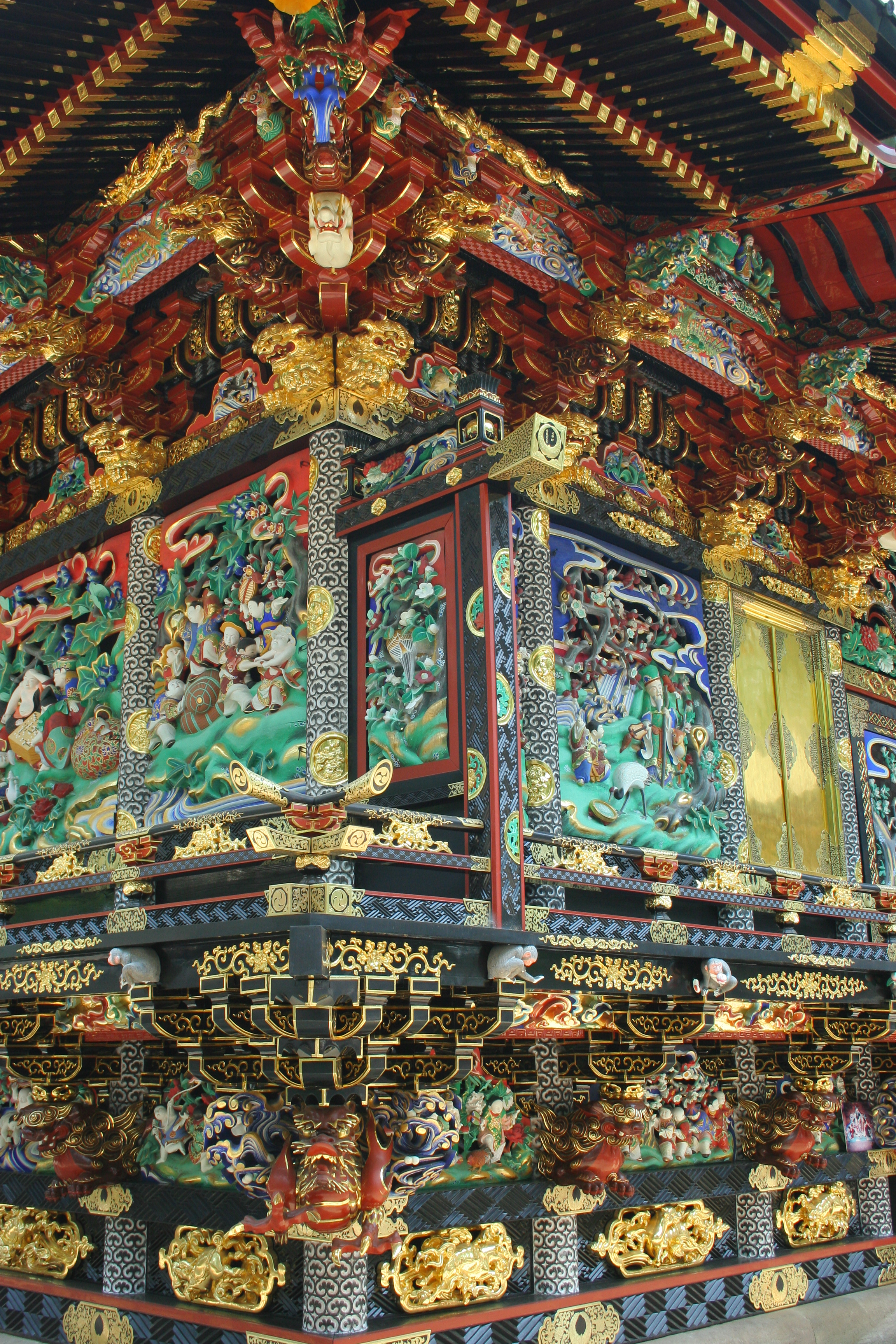
妻沼聖天山 歡喜院

- 紫陽花寺（高野山真言宗能滿山能護寺）
- 妻沼聖天山 歡喜院（國寶）
- 集福寺（熊谷市最大寺院）
- 文殊寺
- 重要文化財平山家住宅

### 有形文化財

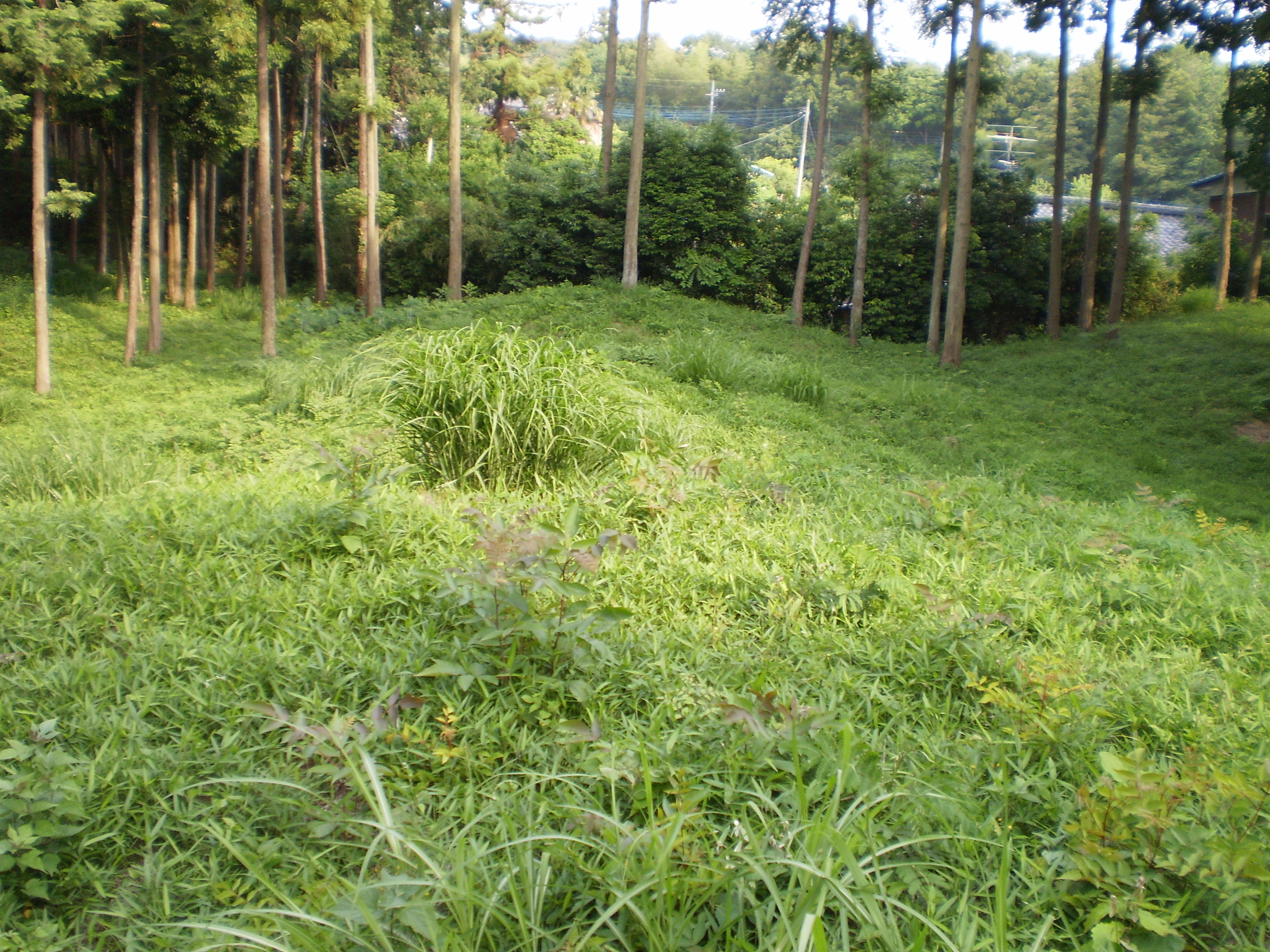
鹽古墳群第一支群2號墳

史跡

- 宮塚古墳
- 別府氏墓
- 別府城跡
- 中條氏館跡 ※常光院內
- 鹽古墳群
- 十日山古墳
- 甲山古墳

天然紀念物
- 元荒川武藏多刺魚棲息地

古蹟
- 秩父道標（秩父道志るべ）
- 吉田市右衛門墓 ※集福寺內
- 根岸友山墓
- 奧原晴湖墓 ※龍渕寺內
- 忍領石標

縣選定重要遺跡
- 橫山塚古墳
- 三尻遺跡
- 西別府祭祀遺跡
- 瀨戶山古墳群
- 宮塚古墳群
- 飯塚遺跡
- 權現坂埴輪窯跡
- 高根橫穴群
- 野原古墳群

### 祭典、活動
- 籠原夏祭（每年7月19日、20日）
- 熊谷團扇祭（每年7月20日～22日，關東最大的祇園祭） - 熊谷市指定無形民俗文化財（熊谷八坂神社祭禮[20]）
- 妻沼祭（每年8月上旬）
- 熊谷花火大會（日语：熊谷花火大会）（每年8月中旬）
- 熊谷櫻花祭（每年4月上旬左右，視花期而定。荒川熊谷櫻堤被選入日本櫻名所100選）
- 熊谷櫻馬拉松大會（日语：熊谷さくらマラソン大会）（每年3月下旬）
- 熊谷惠比壽大商業祭（每年11月上旬，又稱「熊谷惠比壽祭」）
- 熊谷市產業祭（每年11月中旬）
- 全國高等學校選拔橄欖球大會（日语：全国高等学校選抜ラグビーフットボール大会）（每年4月上旬）
- 聖天山春季大祭 / 秋季例大祭（4月18～19日 / 10月18～19日）
- 鑽胎內（胎内くぐり）（每年6月30日）
- 燈龍流（每年8月16日）
- 文殊寺大緣日（每年2月25日）
- 選拔高校女子足球大會（日语：選抜高校女子サッカー大会）「妻沼杯」（每年3月下旬）

### 特產
- 五家寶（日语：五家宝） - 菓子。埼玉三大銘菓之一。
- Mini Kuma（ミニくま） - 迷你蔬菜。
- 雪熊（日语：雪くま） - 用當地水源所作的刨冰。
- 稻荷壽司 - 妻沼地區。
- 鐵板燒（フライ） - 行田市周邊地區的地方美食。
- 地酒（直實）
- 碳酸饅頭（大里地區）
- 熊谷染 - 近年逐漸衰退。
- 熊谷烏龍麵（武藏野烏龍麵）
- 小麥 - 縣內第1位。
- 妻沼蔥[21]。
- 紅蘿蔔 - 縣內第1位。
- 熊谷笠（クマガイガサ） - 現在市內未生產。

## 知名人士
- 駒田泰土（智慧財產權法學者、上智大學法科大學院兼任准教授）
- 森村誠一（小說家） ※ 熊谷市親善大使
- 青山七惠（小說家，2007年芥川賞）
- 小野寺力（前埼玉西武獅→東京養樂多燕子投手）
- 原口元氣（柏林赫塔選手）
- 古賀淳也（游泳選手） ※ 熊谷市親善大使
- 岡井千聖（歌手、℃-ute成員）
- 關山藍果（歌手）

## 備註
1. ↑  .   [2015-10-18]. （原始内容存档于2021-02-11）.
2. ↑  .   [2015-10-18]. （原始内容存档于2016-03-04）.
3. ↑  .   [2015-10-18]. （原始内容存档于2021-02-11）.
4. ↑  .   [2015-10-18]. （原始内容存档于2021-02-11）.
5. ↑  .   [2015-10-18]. （原始内容存档于2014-04-05）.
6. ↑  .   [2015-10-18]. （原始内容存档于2014-04-05）.
7. ↑  但在2009年越谷AMeDAS搬遷後常測出低於熊谷的氣溫。
8. ↑  熊谷地方気象台『埼玉県の気象百年』196頁ほか
9. ↑  気象災害（雷・ひょう） （页面存档备份，存于） – 熊谷地方気象台 （页面存档备份，存于） 重さ900匁との記述がある。
10. ↑  「世界まる見え!テレビ特捜部」2006年1月21日放送
11. ↑  小学校社会科副読本「くまがや」4年（熊谷市教育委員会） 43頁
12. ↑  小学校社会科副読本「くまがや」3年（熊谷市教育委員会） 113頁
13. ↑  日本ラグビーフットボール協会 - ニュース ラグビーワールドカップ2019組織委員会 開催都市決定のお知らせ【組織委員会】 （页面存档备份，存于） （2015年3月2日、同日閲覧）
14. ↑  [永久]
15. ↑  [永久]
16. ↑  .   [2015-10-18]. （原始内容存档于2020-04-09）.
17. ↑  2015年4月実施の第18回統一地方選挙より。以前は北第6区。
18. ↑  農林水産省 わがマチ・わがムラ統計 埼玉県熊谷市[永久]
19. ↑  埼玉県市町村勢概要 平成18年 的存檔，存档日期2009-08-11.
20. ↑  熊谷八坂神社祭礼行事（熊谷うちわ祭）を熊谷市の文化財に指定しました。：熊谷市ホームページ 的存檔，存档日期2015-09-23.
21. ↑  .   [2015-10-18]. （原始内容存档于2021-02-11）.

## 外部連結
行政
- 官方网站
- 熊谷市公式的X（前Twitter）
- 熊谷市公式的Facebook專頁
- YouTube上的熊谷市頻道

観光
- 熊谷観光局 （页面存档备份，存于） - 熊谷市観光協会公式ホームページ
- 熊谷市観光協会的Facebook專頁